# Takis Candilis
Takis Candilis est un homme d'affaires français, également homme de télévision, producteur, réalisateur et directeur de programme, né le 27 octobre 1954.

## Parcours
Takis Candilis, d'abord réalisateur, devient producteur de télévision en 1984, avec la société Prony productions (filiale de la GMF) avant de fonder Tara Productions en 1989. En 1992, il rejoint Caméras continentales, puis la société Ellipse (groupe Canal+) et, en 1995, Hamster production. En 1999, il entre à TF1 comme directeur de la fiction, puis devient directeur général adjoint chargé de la fiction et des flux, ainsi que président de TF1 Production. Il quitte TF1 en mars 2008, et rejoint le groupe Lagardère pour s'y occuper de la production audiovisuelle. En septembre 2016, il est nommé directeur général de Banijay Studios France, société de production de fictions françaises, filiale de Banijay Group. Il quitte ses fonctions en 2017 avant d'être nommé Directeur général chargé de l'antenne et des programmes chez France Télévisions.

### Biographie
Passionné de photo et de cinéma, il écrit à dix-sept ans, un scénario de court-métrage qui reçoit une subvention du CNC. Tout en passant son bac, il se lance dans la réalisation de son premier film.
Il se fait alors engager comme assistant décorateur sur plusieurs longs-métrages : Sweet Movie de Dušan Makavejev, puis Le Sac de billes de Jacques Doillon, Les Galettes de Pont-Aven de Joël Séria et d'autres. Il s’initie en outre à d’autres spécialités enchaînant les assistanats à la photo ou au montage.
Dans le même temps, il continue à écrire des scénarios et à réaliser de petits documentaires. En 1977, il réalise ainsi un deuxième court-métrage de fiction, hommage au film noir américain : Le Retour du privé, film de 26 minutes en 35 mm noir et blanc. Ce film est remarqué dans de nombreux festivals : Perspectives du cinéma français (Cannes 78), Montréal et Moscou 78, Hyères 78 et au Festival du Jeune Cinéma de Trouville où il remporte le Grand Prix.
Il enchaîne alors documentaires et films de commandes tout en continuant à écrire des fictions. Il s’engage aussi dans une organisation professionnelle, la Société des réalisateurs de films où il est élu successivement au poste de responsable du documentaire puis de trésorier. Il devient également président du Festival international de documentaire de Lille.
En 1982, il produit et réalise un long-métrage pour le cinéma, Transit, avec Richard Bohringer, film sélectionné à Perspectives du cinéma français au Festival de Cannes 1982 et qui fait l’ouverture du Festival du jeune cinéma d’Hyères 82.
Après avoir écrit deux autres scénarios de long-métrage, il se lance définitivement dans le métier de la production.
Il fonde en 1985, pour le compte de la Garantie mutuelle des fonctionnaires et de la Fnac, deux sociétés de production Prony Production et Fac Communication, toutes deux chargées de la communication interne et externe des deux enseignes.
Il produit ainsi de nombreuses heures de programmes culturels qui sont diffusés sur les ondes de FR3, mais aussi des séries documentaires et Les Enfants de la liberté, une série d’animation pour le bicentenaire de la Révolution française.
En 1988, il fonde avec Rachel Kahn, sa propre société, Tara Productions, filiale du Groupe Le Sabre, et spécialisée dans les programmes culturels. Il devient rapidement un des producteurs importants de La Sept. Il produit ainsi plusieurs dizaines d’heures de programmes concernant le théâtre, la musique, le ballet et l’opéra sous la forme de captations, de recréations, ou de documentaires. Il produit aussi quelques fictions, ainsi qu’une série jeunesse et une autre d’animation.
Il rejoint, en 1990, Caméras Continentales, la plus importante société de production française spécialisée dans les programmes culturels, dont il devient le directeur adjoint avant d’en être le directeur général.
Outre la supervision de la société, il produit en propre plus d’une vingtaine de recréations d’opéras ou de ballets avec des partenaires comme Arte, la BBC, la NHK, Arts and Entertainment, la ZDF, Deutsche Gramophon ou Sony Classical. Il est aussi un des premiers à réaliser des productions en Haute Définition 1250 lignes (système européen) ou 1125 (système japonais), dont il devient un des spécialistes européens.
Il rejoint Ellipse (filiale du groupe Canal+) en 1994, comme responsable de la Fiction. Puis enfin, Hamster Productions, dont il devient, au côté de Pierre Grimblat, le directeur général en 1995.
Pendant 4 ans, il produit plus d’une centaine de films de fictions, unitaires, mini-séries, mais aussi épisodes de séries aussi comme L'Instit, Navarro ou Quai no 1. Pour le groupe AB, nouveau propriétaire, il assainit financièrement la société qui rencontre alors des grosses difficultés.
En septembre 1999, Étienne Mougeotte le contacte pour reprendre le poste de Claude de Givray, en partance pour la retraite, et devient directeur de la fiction de TF1.
En 2002, Patrick Le Lay le nomme directeur général adjoint de TF1 en plus de ses fonctions à la fiction et lui confie la présidence de TF1 Production qui regroupe les sept filiales de production du Groupe TF1 : Glem et Quai Sud pour les variétés et le divertissement, TAP, pour les magazines d’information, YAGAN, qui produit les films d’aventures Ushuaïa, ALMA, production de téléfilms, ainsi que TPP et STUDIO 107.
En mars 2008, il rejoint le groupe Lagardère où il occupe le poste de directeur général de Lagardère Studios.
En 2010 il devient président de Lagardère Studios qui regroupe les activités de production et de distribution audiovisuelles de Lagardère Active, soit plus de 18 sociétés. 
En 2014, constitué de 24 sociétés et labels, Lagardère Studios est le premier groupe de production audiovisuelle français.
En septembre 2016, il quitte Lagardère Studios pour rejoindre le groupe de Stéphane Courbit, Banijay. Il devient ainsi Head of Scripted Drama Group, prenant en charge l'ensemble des sociétés de productions de fiction du groupe dans le monde, soit dans plus de 12 pays. Pour mémoire, Banijay a fusionné début 2016 avec Zodiak, créant ainsi le quatrième groupe mondial de production.
En février 2018, il remplace Xavier Couture et devient numéro deux du groupe France Télévisions en tant que Directeur général délégué à l'antenne et aux programmes. Sa nomination est vivement critiquée mais il profite du soutien de Delphine Ernotte sous couvert de sa connaissance internationale du marché de la production.
Après avoir profondément changé l'organisation du groupe de Télévision, Il quitte France Télévisions en septembre 2020. Il décide alors de revenir à son première passion : la réalisation. La société de production Roméo Drive, acquiert alors les droits d'un livre de Métin Arditi, publié chez Grasset en 2016: L'Enfant qui Mesurait le Monde, et lui en confie l'adaptation en vue d'en produire un long-métrage de cinéma. Après plus d'un an et demi d'écriture, en compagnie de ses co-auteurs Karim Boukercha et Samy Baaroun, le scénario est achevé et le montage financier bouclé. Le tournage commence en avril 2023 avec Bernard Campan dans le rôle principal sur l'ile de Spetses en Grèce. 

### Vie privée
Takis Candilis est le fils de l'architecte Georges Candilis, et le mari de la comédienne Babsie Steger. Il a deux enfants d’une précédente union : Thalia et Georges-Pan.

## Distinctions
- Chevalier de l'ordre national du Mérite (2004)[11].
- Officier dans l'ordre des Arts et des Lettres (2010)[12].
- Chevalier de l'ordre national de la Légion d'honneur (2011)[13].

## Filmographie

### Producteur
- 1991 : Hector Berlioz: Symphonie fantastique (téléfilm)
- 1993 : The Seven Deadly Sins (téléfilm)
- 1993 : Retour au baroque (série télé)
- 1995 : Les Louves (téléfilm)
- 1996 : Le Combat des reines (téléfilm)
- 1996 : Le Propre de l'homme (téléfilm)
- 1997 : La Passe montagne (téléfilm)
- 1997 : Le Grand Batre (téléfilm)
- 1997 : L'Enfant des Appalaches (téléfilm)
- 1999 : Quai numéro un  (série télé)
- 2000 : Juste une question d'amour (téléfilm)
- 2000 : La Face cachée de la lune
- 2001 : La Beauté sur la terre (téléfilm)
- 2012 : Le Transporteur (Transporter: The Series) (série télé)

### Réalisateur
- 1975 : Petites métamorphoses (court métrage)
- 1977 : La Preuve par six, film collectif avec Jean-Jacques Beineix, Guy Chaland, Armando Bernardi, Michel Sibra, Sophie Tatischeff
- 1978 : Le Retour du privé (court métrage)
- 1982 : Transit
- 2024 : L'Enfant qui mesurait le monde[14]